# Roksolanki, to jest ruskie panny
Roksolanki, to jest ruskie panny (oryg. Roxolanki) – poemat miłosny napisany przez Szymona Zimorowica z okazji zaślubin brata poety – Józefa Bartłomieja Zimorowica z Katarzyną Duchną Dymidecką, które odbyły się w 1629. Utwór składa się z trzech części (38 pieśni „chóru panieńskiego” oraz 31 pieśni „chóru młodzieńskiego”), odautorskiego prologu oraz lirycznego monologu Dziewosłęba (swata). Tematem Roksolanek są zarówno „rozkosze”, jak i „męki” miłości erotycznej silniejszej od śmierci.

## Charakterystyka dzieła
Obok pism Szymona Szymonowica Roksolanki stanowią najwybitniejsze staropolskie dzieło reprezentujące gatunek sielanki. O kolejności pieśni decyduje założenie kompozycyjne, gdyż utwór jest turniejem poetyckim, w którym 69 osób prezentuje swoje zwierzenia. Zasadą kompozycyjną zbioru jest symetria. Uczestnicy są podzieleni na trzy chóry: Pierwszy chór, panieński liczący osiemnaście panien, Wtóry chór,  młodziański zawierający wiersze trzydziestu jeden młodzieńców i   Trzeci chór, panieński, w którym swe wiersze prezentuje dwadzieścia panien. Występy chórów poprzedzone są przemową Dziewosłęba i dedykacją dla oblubieńców. Logika cyklu prowadzi przez różne przypadki jedności szczęścia i cierpienia, by w ostatniej pieśni przypomnieć, że świat miłości, to świat nadziei, który „śmierć wespół z prochem rozwieje”.  Tom został wydany przez brata poety dopiero w 1654 roku, czyli ćwierć wieku po jego śmierci.
Oprócz wspomnianej zasady symetrii, w konstrukcji Roksolanek można odnaleźć inne koncepcje matematyczny jak złoty podział czy pentagram. 
Utwór zostały po raz pierwszy wydany drukiem w 1654 roku przez starszego brata autora, Józefa Bartłomieja Zimorowica w krakowskiej oficynie wdowy i dziedziców Franciszka Cezarego pod tytułem Roksolanki, to jest ruskie panny na wesele B. Z. z K. D.